# La Nuit du jaguar
La Nuit du jaguar (Night of the Jaguar) est un roman mi-policier mi-fantastique écrit en 2006 par Michael Gruber et édité en France en 2009 aux Presses de la Cité.

## Parution
Le roman, mi-policier mi-fantastique, est paru en 2006 aux États-Unis sous le titre Night of the Jaguar (Morrow, éditions HarperCollins), et en France en 2009 (traduction de Dominique Haas) aux Presses de la Cité.

## Résumé
Quatre hommes d'affaires de Miami d'origine cubaine ont créé une société, la Consuela Holdings, dont le but est de défricher le Puxto, une réserve amérindienne de Colombie, pour y exploiter l'acajou. Le père Perrin, missionnaire chez les Runiya, l'a appris et s'oppose à ce projet mais il est tué par des hommes de main de la compagnie. Moie, l'un des sorciers des Runiya, fait venir le corps de Perrin dans la tribu et le fait parler grâce à la magie. Il décide de se rendre à Miami pour empêcher les hommes d'affaires en question de mettre leur projet à exécution. Il embarque clandestinement sur un cargo et parvient contre toute attente à atteindre Miami. 
Là, il rencontre un groupe écologiste, l'Alliance Planète Forêt, dont le chef est le professeur Cooksey. Parmi les membres, il y a une sympathique jeune fille illettrée, Jenny, et un jeune délinquant, Kevin, que Moie surnomme le Garçon Singe. Il sympathise surtout avec Jenny et Cooksey mais c'est Kevin qui l'emmène dans les bureaux de la Cojnsuela Holdings et qui proteste énergiquement contre le défrichage du Puxto. Fuentès, le président de la société, les fait mettre à la porte. La nuit suivante, celui-ci est assassiné chez lui. Son corps est dépecé et on trouve les traces d'un félin gigantesque dans le jardin.
Un peu désorientée, la police demande son avis à l'ex-inspecteur Jimmy Paz, qui s'est fait connaître quelques années plus tôt par l'arrestation d'un tueur en série vaudou et qui s'est depuis transformé en restaurateur. Il est maintenant marié et a une petite fille, Amelia. Paz n'a pour le moment aucune idée sur le sujet.
Moie, lui, s'est installé dans un arbre près d'une école et continue à fréquenter Jenny et Cooksey. Il fait peur aux autres associés de la Consuela en pénétrant chez eux et en laissant quelques traces félines. Il commence à avoir pour objectif de sacrifier une petite fille pour son dieu Jaguar. Les Paz, eux, commencent à faire des cauchemars, rêvant d'un jaguar en train de dévorer Amelia. 
Calderon, l'un des associés de la Consuela, fait venir de Colombie des gardes du corps et des tueurs dont le chef n'est autre qu'un baron de la drogue du pays, Gabriel Hurtado. Quelques semaines passent puis Calderon est la nouvelle victime du jaguar. Calderon se trouve être le père biologique de Jimmy Paz. Celui-ci décide alors d'aider les inspecteurs à enquêter sur les meurtres. Ceux-ci semblent avoir été commis par un énorme jaguar mais d'où vient-il? Paz croit que l'Indien vu au Consuela a la capacité de se transformer en jaguar. La police est cependant sceptique.
Pendant ce temps, les tueurs de Calderon ont fait la relation entre les membres d'Alliance Planète Forêt et les meurtres. Ils interceptent le combi de l'organisation, tuent Kevin et kidnappent Jenny. Celle-ci est libérée par Moie, transformé en jaguar, qui égorge deux tueurs en passant. 
Moie veut ensuite finaliser son œuvre en sacrifiant une petite fille, soit Amelia, au Jaguar. Il est neutralisé par Jimmy Paz avant qu'il ait pu faire quoi que ce soit. La réserve de Puxto est cependant sauvée de l'abattage des arbres.

## Personnages
- Jimmy Paz : ancien inspecteur de police retraité de la brigade criminelle de Miami. Dirige le restaurant de sa mère.
- Lola Wise : femme de Jimmy Paz. Psychiatre.
- Amelia Paz : fille de Jimmy Paz. Sept ans.
- Margarita Paz : mère de Jimmy Paz. Surnommée Abuela. Adepte du santeria.
- Timothy Perrin : prêtre missionnaire chez les Indiens Runiya. Tué lorsqu'il s'oppose à l'abattage des arbres dans la réserve de Puxto en Colombie.
- Moie : sorcier de la tribu des Runiya. A la capacité de se transformer en jaguar.
- Jennifer Simpson : vient de l'Iowa. Surnommée Jenny. Après avoir rencontré Kevin, elle se joint aux membres de l'Alliance Planète Forêt. Illettrée et épileptique.
- Kevin Voss : petit ami de Jenny. Membre du groupe Alliance Planète Forêt.
- Rupert Zenger : propriétaire à Miami et membre de l'Alliance Planète Forêt. Veut faire de son jardin une réplique naturelle d'un environnement de l'Amazonie.
- Scottie Burns : surnommé Bilbo le Hobbit par Kevin. Homme à tout faire chez les membres de l'Alliance Planète Forêt.
- Luna Ehrenhoft : membre du groupe Alliance Planète Forêt.
- Nigel Cooksey : surnommé le Professeur. Membre de l'Alliance Planète Forêt. A longtemps étudié dans la forêt tropicale où sa femme a été tuée par des hommes de main de Hurtado.
- Evangelina Vargo : d'origine cubaine. Meilleure amie de Jenny. Membre de l'Alliance Planète Forêt. Petite-fille d'Ibanez.
- Antonio Fuentès : homme d’affaires de la Consuela Holdings. A l’intention de défricher la réserve de Puxto.
- Juan Fernandes Calderon : l'un des dirigeants de la Consuela Holdings. Père naturel de Jimmy Paz mais il le renie.
- Cayo Delgado Garza : l'un des dirigeants de la Consuela Holdings.
- Felipe Guerra Ibanez : l'un des dirigeants de la Consuela Holdings. Grand-père de Evangelina Vargo.
- Elvira Tuero : secrétaire de la Consuela Holdings.
- Gabriel Hurtado : baron de la drogue colombien. Travaille pour le compte de la Consuela Holdings.
- Prudencio Rivera Martinez : homme de main de Hurtado. Dirige la défense des trois hommes d'affaires de la Consuela Holdings.
- Ramon Palacio : surnommé El Silencio. Principal homme de main de Hurtado.
- Bob Zwick : docteur en biologie moléculaire puis en médecine. Ancienne flamme de Lola. Ami de Paz.
- Beth Morgensen : petite amie de Bob Zwick.
- Victoria Calderon : fille de Calderon. Mariage raté. Elle est devenue employée de son père qui ne l'estime pas beaucoup.
- Tito Morales : inspecteur de police à Miami.
- Douglas Oliphant : major. Ancien supérieur de Jimmy Paz. Dirige la division Homicides et Violences à Miami.
- Miss Milliken : institutrice d'Amelia.